# Kimnach László
Kimnach László (Buda, 1857. július 1. – Budapest, 1906. november 9.) magyar festőművész, grafikusművész.

## Életpályája
Szülei Kimnach Károly és Kühn Sarolta voltak. A budapesti Műegyetem elvégzése után a Mintarajziskolában Székely Bertalan tanította, ahol rajztanári végzettséget kapott. 1880-ban Münchenben Benczúr Gyulánál tanult. 1883-ban Torinoban járt; ekkor Kossuth Lajosról nagyméretű térdképet festett. 1885–1888 között a Haynald Lajos-féle egyházi, festészeti és szobrászati ösztöndíj alap segítette tanulmányait. Hazajött; Pállik Béla festőművész műtermében dolgozott. 1890-től rajztanár is volt. 
Népszerűek voltak katonákat ábrázoló festményei és rajzai. Freskókat is festett (tabáni plébániatemplom). Műveiből 1907-ben a Műcsarnok emlékkiállítást rendezett. Művei a Magyar Nemzeti Galériában és a Történeti Múzeumban vannak.
Temetésére a Farkasréti temetőben került sor.

## Művei
- Játszó gyermekek (1882)
- Honvédek a tűzvonalban (1892)
- Nádasdy és a törökök (1895)
- Bosnyák reminisztencia (1908)
- Férfiakt
- Velencei gyermekek

## Galéria

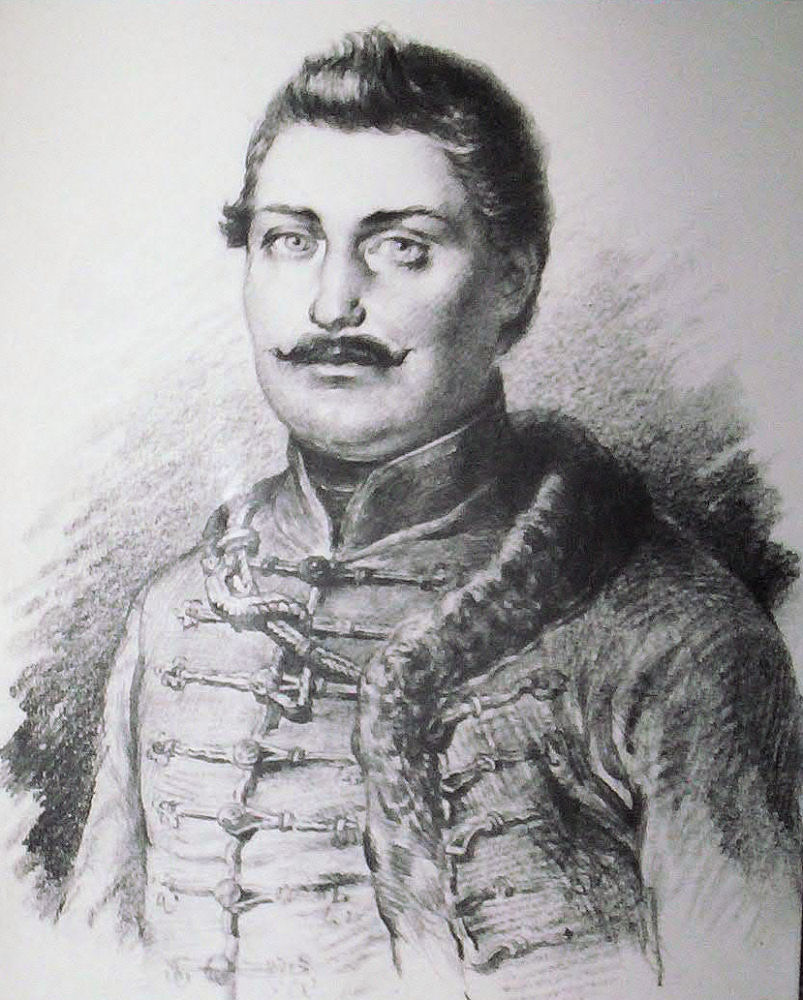
Katona József
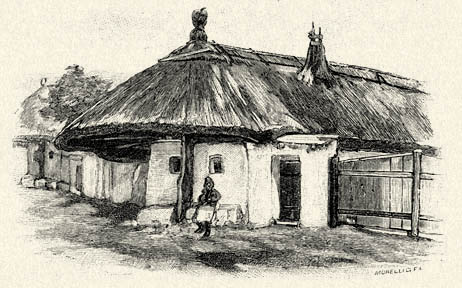
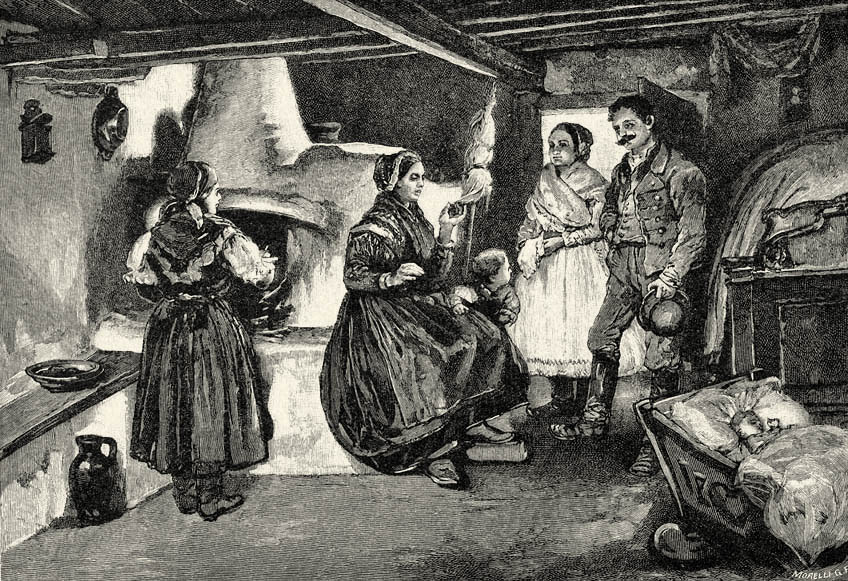
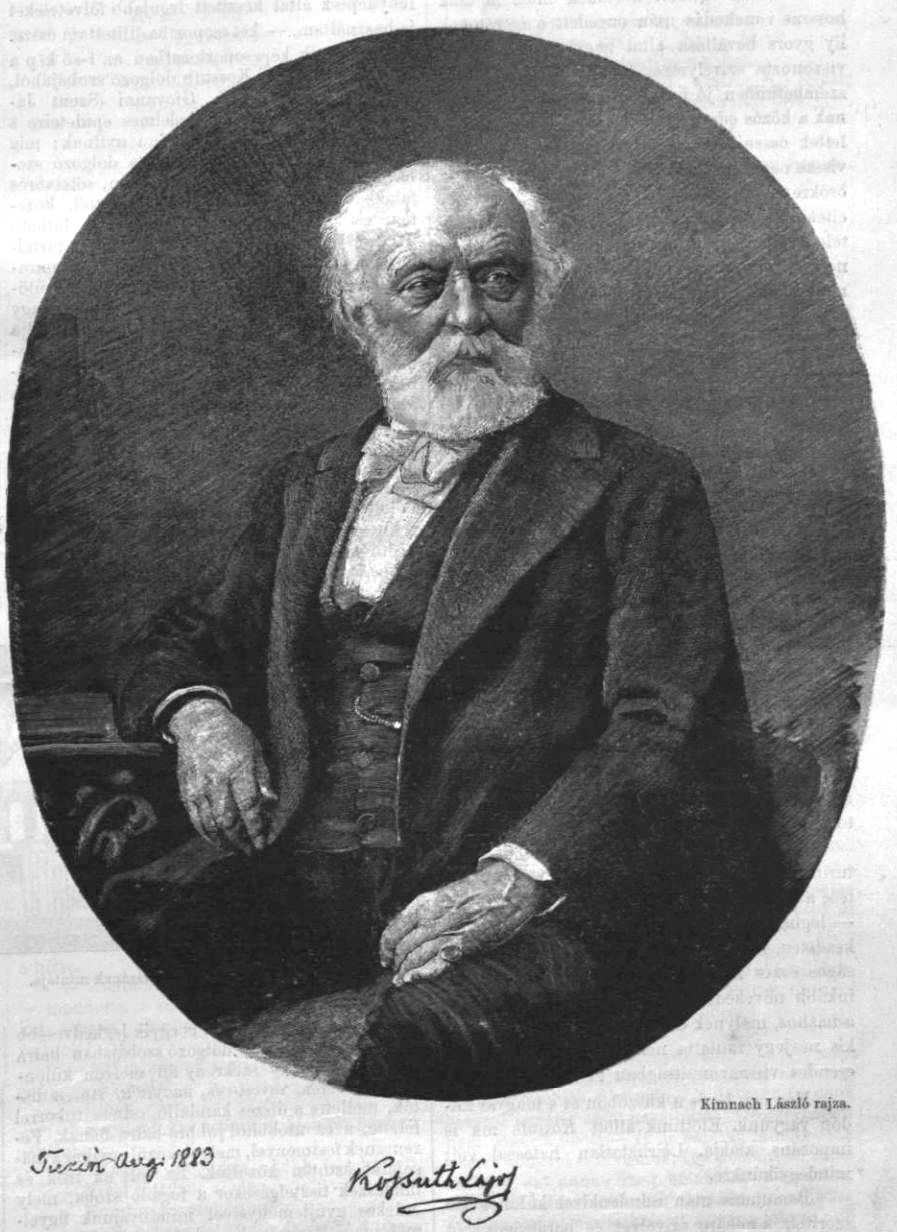
Kossuth Lajos
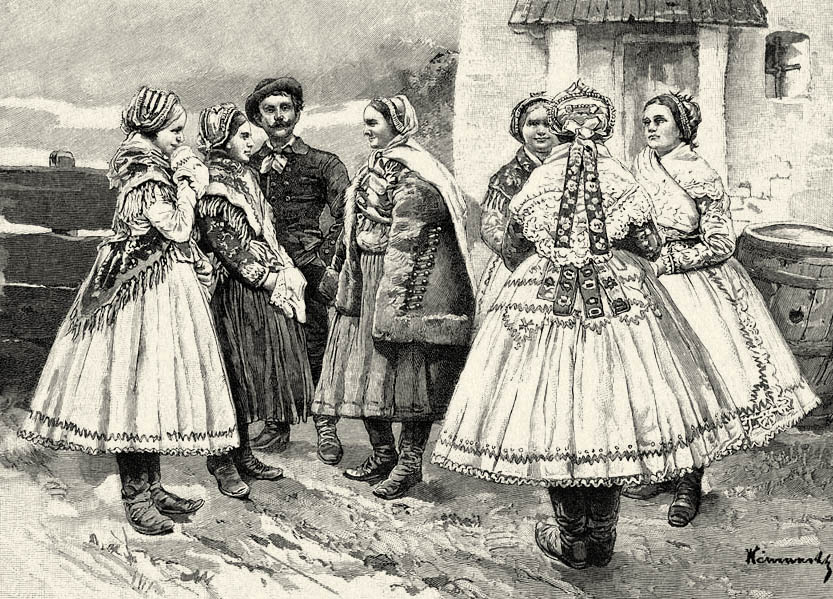